# Турк, Иван
Иван Турк (серб. Иван Турк, хорв. Ivan Turk; 1913, Загреб — 6 июля 1937, Вильянуэва-де-ла-Каньяда) — югославский студент, участник Гражданской войны в Испании.

## Биография
Родился в 1913 году в Загребе в рабочей семье. Окончил свободную школу политических наук в Праге, также учился на строительном факультете по специальности архитектора. Считался одним из наиболее талантливых пражских студентов, участвовал во многочисленных студенческих организациях. Состоял в «Содружестве хорватских академиков» (хорв. Zadruga hrvatskih akademičara).
В Испанию прибыл с группой студентов, покинувших Прагу 26 января 1937, в группе также состоял его соотечественник и будущий участник Второй мировой Мирко Ковачевич. Турк нёс службу в Димитровском батальоне, в боях проявил себя как мужественный боец, первым дослужившись до звания лейтенанта. Считался также лучшим разведчиком батальона, не покидал его ни на один день, сражался в его составе все пять месяцев. Погиб 6 июля 1937 в битве при Вильянуэве-де-ла-Каньяде.